# 斉藤幸一
斉藤 幸一（さいとう こういち）は、日本の映画撮影監督。

## 来歴
ピンク映画時代は佐藤寿保や瀬々敬久とよく組んでいた。一般映画を撮り始めても、瀬々とのコンビは継続中。
2016年の毎日映画コンクールで『64（ロクヨン）』の撮影が評価され、撮影賞を受賞。斎藤幸一表記もあり。

## フィルモグラフィ
1981年
- 縛りと檻　高橋プロ
- 狂った情事　おしゃぶり 　国映

1983年
- 虐待奴隷少女 　高橋プロ

1985年
- ＳＥＸ乙女隊　獣たちの宴 　獅子プロ

1986年
- ＯＬ暴行汚す 　国映
- 制服処女　ザ・えじき 　獅子プロ

1987年
- マルサの女をマルサする (V) 　伊丹プロ
- 仮面の誘惑 　獅子プロ

1988年
- 中沢廣子　ザ・昂奮 　ＶＩＬＩＳ　ＩＮＣ
- ジャパゆきレポート　裂情 　フィルムシティ
- 変態病棟　白衣責め 　国映
- 兄貴の嫁さん　いん夢 　国映
- ロリータ恥辱 　獅子プロ
- 危険な制服 　オリエント２１
- 桃色学園　教えて 　飯泉プロ

1989年
- 狂った舞踏会 　獅子プロ
- 奥様はマゾ　にぎらせて！ 　フィルムキッズ
- 課外授業　暴行 　国映
- 変態病棟　ＳＭ診療室 　国映
- 人妻　口いっぱいの欲情 　メディアトップ
- 監禁　ワイセツな前戯 　国映
- 獣欲魔　乱行 　国映

1990年
- 連続レイプ　変態実験 　獅子プロ
- 人妻ＯＮＡＮＩＥ　甘い痺れ 　国映
- 破廉恥舌戯テクニック 　国映
- 若妻　しとやかな卑猥 　国映

1991年
- 本番調教師　ＳＭ飼育 　エクセス
- 若奥様不倫　わいせつ名器 　エクセス
- 猥褻暴走集団　獣 　国映
- 爛熟性戯うずく 　国映
- あなたの知らない世界　Ｉ (V) 　バップ
- 発情不倫妻 　国映
- 集団痴漢　人妻覗き 　国映

1992年
- 芝の貴婦人 (V) 　ＳＥＩＹＯ　ＩＮＴＥＲＮＡＴＩＯＮＡＬ
- 痴漢わいせつ覗き 　国映
- ザ・いんらん 　新東宝
- 痴漢ＯＮＡＮＩＥ覗き 　国映
- 禁男の園　ザ・制服レズ 　国映
- 痴漢電車　いけない妻たち 　国映

1993年
- 変態テレフォンＯＮＡＮＩＥ 　国映
- 未亡人　初七日の悶え 　国映
- 不倫・母・娘 　国映
- 性感　太腿なぶり 　エクセス
- 股尻こねクション (V) 　バップ
- 性感極秘マッサージ　全身愛撫 　新東宝映画
- 未亡人　喪服の悶え 　国映

1994年
- 高級ソープテクニック4 悶絶秘戯 　国映
- 痴漢と覗き　人妻下宿 　オフィス・コウワ
- 妖女伝説　セイレーン２ (V) 　円谷映像
- 狂乱不倫妻　熱いうめき 　国映
- 若奥様（秘）宅配便 　オフィス・コウワ

1995年
- Ｓｐａｎｋｉｎｇ　Ｌｏｖｅ 　大映＝ジェイ・ブイ・ディー＝シネマサプライ
- 青春の悶絶　こんにちはクリスチャン 　国映
- 終わらないセックス 　国映
- 白衣のアマゾネス　YUKO FUJIMORI AMAZONESS in WHITE 　ギャガ・コミュニケーションズ＝円谷映像

1996年
- 赫い情事 　国映
- 異常露出　見せたがり 　多呂プロ
- 牝臭　とろける花芯 　国映
- 禁じられた情事　不倫妻大股びらき 　国映

1997年
- 黒い下着の女　雷魚 　国映＝新東宝映画
- 白衣の私生活　乱行女子寮 　多呂プロ
- 悶絶大回転　ひと晩に何回でも 　国映
- 熟女のはらわた　真紅の裂け目 　国映

1998年
- ＴＨＥ　ＦＥＴＩＳＴ　熱い吐息 　ＥＮＫプロ
- 熟女ソープ　突きぬけ発射 　新東宝映画

1999年
- アナーキー・インじゃぱんすけ　見られてイク女 　国映＝新東宝映画
- 飛ぶは天国、もぐるが地獄 　若松プロ 　...　再撮影協力
- 覗かれた不倫妻　主人の目の前で… 　新東宝映画
- Ｃｒｏｗ　眠らない天使たち (V) 　銀河映像

2000年
- 新任女教師　保健室のぬくもり (V) 　ＴＭＣ
- ＨＹＳＴＥＲＩＣ 　レジェンド・ピクチャーズ＝ベンチャーフィルム
- 肉体訪問販売　ノルマの代償 (V) 　ＴＭＣ
- 痴漢最終電車３　官能プラットホーム (V) 　レジェンド・ピクチャーズ
- 人妻調教　ひざまくら (V) 　レジェンド・ピクチャーズ
- 牝牌　女雀士・肉体の賭け (V) 　レジェンド
- 催淫カウンセラー　記憶の中の殺人者 (V) 　サムエンタープライズ＝レジェンド・ピクチャーズ

2001年
- 不確かなメロディー 　レジェンド・ピクチャーズ
- 堕ちてゆく人妻　禁断の母娘 (V) 　レジェンド・ピクチャーズ
- 満たされない人妻　隣室の秘めごと (V) 　レジェンド・ピクチャーズ
- 密会　人妻ネット不倫 (V) 　レジェンド・ピクチャーズ
- 虜　極妻の性 (V) 　レジェンド・ピクチャーズ
- 真・雀鬼８　確立五万分の一の死闘 (V) 　竹書房
- トーキョー×エロティカ　痺れる快楽 　国映＝新東宝映画
- 美巨乳コスプレ戦士　クインビー・ハニー (V) 　ＴＭＣ
- 真・雀鬼９　頂上決戦！裏プロＶＳ表プロ (V) 　竹書房
- ラブホテル　夜に咲く花　ＳＴＯＲＹ２ (V) 　レジェンド･ピクチャーズ
- 人妻の値段　匂いたつ欲情 (V) 　レジェンド･ピクチャーズ

2002年
- ラブホテル　あぶない関係　ＳＴＯＲＹ２ (V) 　レジェンド･ピクチャーズ
- サワリーマン金太郎　伝説の痴漢セクハラ男 (V) 　ジャンク＝ＴＭＣ
- ＤＯＧ　ＳＴＡＲ　ドッグ・スター 　オメガ・ミコット＝レジェンド・ピクチャーズ
- 真・雀鬼１２　卓上の反逆者たち (V) 　竹書房
- サワリーマン金太郎ＶＳ痴女軍団 (V) 　ＴＭＣ
- 真・雀鬼１３　闇のプロフェッショナル (V) 　竹書房

2003年
- 真・雀鬼１４　プロ雀士秘話！　オーラスの向こう側 (V) 　竹書房
- 肉体おとり調査　裏風俗ＶＳ闇金融 (V) 　ＴＭＣ
- 危険な情事　堕ちてゆく柔肌 (V) 　Ｆプロ＝レジェンド・ピクチャーズ
- 美人妻の出会い　生と性の悦び (V) 　Ｆプロ＝レジェンド・ピクチャーズ
- 真・雀鬼１５　雀神ｖｓ雀鬼！１２０時間の死闘～ (V) 　竹書房
- 牝牌　賭ける柔肌 (V) 　レジェンド・ピクチャーズ
- 牝牌　肉体は武器 (V) 　レジェンド・ピクチャーズ
- 義母の誘惑　禁断の関係 (V) 　レジェンド・ピクチャーズ
- ドスケベ夫人　熟女のオードブル (V) 　レジェンド・ピクチャーズ
- 真・雀鬼１６　プロ雀士哀歌！　漢たちの絆 (V) 　竹書房
- 実録　痴漢物語　最も危険な猥褻遊戯 (V) 　ＴＭＣ
- 愛欲願望　ひざまくら (V) 　レジェンド・ピクチャーズ
- 真・雀鬼１７　魂を受け継ぐ者 (V) 　竹書房

2004年
- 真・雀鬼１８　死神と呼ばれた男 (V) 　竹書房
- 問題のない私たち 　インターヴォーグ＝コンセプト
- 真・雀鬼１９　心に棲む闇　狂乱の闘牌 (V) 　竹書房
- 真夜中の診察室　熱くだいて、だいて (V) 　レジェンド・ピクチャーズ
- 「エロス番長」シリーズ　ユダ 　ユーロスペース
- 「エロス番長」シリーズ　ともしび 　ユーロスペース
- 青い車　ジェネオンエンタテインメント＝スローラーナー
- 女の体温　私を忘れないでいて (V)　レジェンド・ピクチャーズ　※監督・撮影

2005年
- 肌の隙間　Ｖシアター１３５＝国映＝新東宝映画

2006年
- 親指さがし　IMJエンタテインメント＝ツインズジャパン
- バッシング　バイオタイド
- 刺青 SI-SEI　アートポート

2007年
- 天国で君に逢えたら　「Life 天国で君に逢えたら」製作委員会＝東宝
- ヒートアイランド　ザナドゥー

2008年
- フライング☆ラビッツ

2009年
- 感染列島（2009年）　映画『感染列島』製作委員会＝東宝
- 余命1ヶ月の花嫁　"April Bride" Project＝東宝

2010年
- ヘヴンズ ストーリー　ヘヴンズ プロジェクト＝ムヴィオラ

2011年
- DOG×POLICE 純白の絆　東宝

2012年
- むこうぶち9 高レート裏麻雀列伝 麻将 (V)　オールインエンタテインメント
- むこうぶち10 高レート裏麻雀列伝 裏ドラ (V)　オールインエンタテインメント
- ストリッパー　レジェンド・ピクチャーズ

2013年
- 君が愛したラストシーン　レジェンド・ピクチャーズ
- 連結部分は電車が揺れる　妻の顔にもどれない　レジェンド・ピクチャーズ
- ごくつまの恋　レジェンド・ピクチャーズ

2014年
- 愛の果実　レジェンド・ピクチャーズ
- 妻が恋した夏　レジェンド・ピクチャーズ
- マリアの乳房　レジェンド・ピクチャーズ

2015年
- ベトナムの風に吹かれて　「ベトナムの風に吹かれて」製作委員会＝アルゴ・ピクチャーズ

2016年
- 64（ロクヨン）　コブラピクチャーズ＝東宝
- 別れた女房の恋人　レジェンド・ピクチャーズ

2017年
- 8年越しの花嫁 奇跡の実話 松竹
- むこうぶち13 高レート裏麻雀列伝 壺 (V)　オールインエンタテインメント
- むこうぶち14 高レート裏麻雀列伝 相方 (V)　オールインエンタテインメント
- 契約結婚　レジェンド・ピクチャーズ

2018年
- 終わった人　セントラル・アーツ＝東映
- むこうぶち15 高レート裏麻雀列伝 麻雀の神様 (V)　オールインエンタテインメント
- むこうぶち16 高レート裏麻雀列伝 無邪気 (V)　オールインエンタテインメント